# Lista över njursjukdomar
Njursjukdomar är sjukdomar som drabbar njurarna, se även nefropati.
- Krympt-por-syndrom
- Nefrotiskt syndrom
- Nefritiskt syndrom
- Njursten
- Kronisk njurinsufficiens
- Akut njurinsufficiens
- Glomerulonefrit
  - Minimal change disease
  - Membranös glomerulonefrit
  - Akut poststreptokockglomerulonefrit
  - Snabbt progredierande glomerulonefrit
  - Kronisk glomerulonefrit
  - IgA-nefrit
- Systemiska sjukdomar
  - SLE
  - Henoch-Schönleins purpura
  - Goodpastures syndrom
- Vaskulitsjukdomar
  - Wegeners granulomatos
  - Amyloidos
  - Diabetesnefropati
- Tubelo-interstitiella sjukdomar
  - Akut tubulär nekros
  - Akut interstitiell nefrit
  - Kronisk interstitiell nefrit
  - Kronisk pyelonefrit
  - Polycystisk njursjukdom
  - Medullär svampnjure
  - Distal renal tubulär acidos
  - Papillitis necroticans
- Njurcancer
- Sjukdomar i urinvägarna
  - Urinvägsinfektion
    - Pyelonefrit
    - Kronisk pyelonefrit
    - Nedre urinvägsinfektion

  - Hydronefros
  - Urinvägscancer